# 龠部
龠部（）は、漢字を部首により分類したグループの一つ。
康熙字典214部首では最後の214番目に置かれる（17画、亥集の28番目）。

## 概要

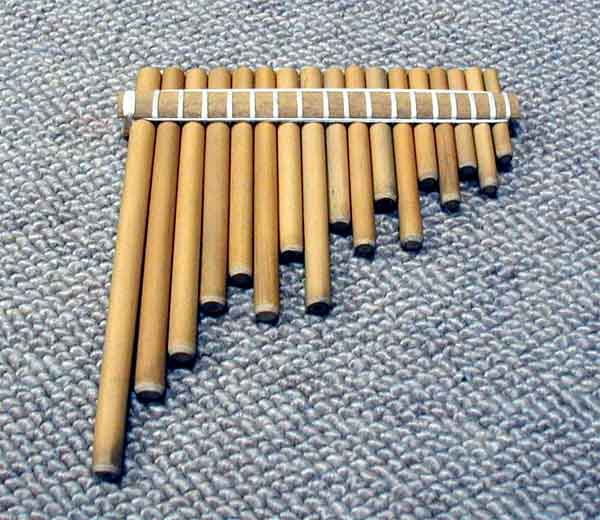
「龠」が意味する管楽器

「龠」字は竹製の管楽器、笛の一種を表す。後に「籥」に作る。現在の排簫（パンパイプ）のことで、多くの管を束ねたものである。音階の調和すること、ハーモニーの象徴として扱われる。また音律と度量衡を理論的に関連させる古代中国の度量衡理論、黄鍾秬黍説において容量の単位ともなり、黍が1200粒入る黄鍾の音律を出す管の容積を1龠とし、2龠が1合である。
小篆の字形について『説文解字』は「品」（3つの穴）と「侖」（秩序の意）の会意文字とするが、金文など古文字を見ると、むしろ「△」部分がなく、二三の穴と管の形に象っていることが分かる。「△」部分は後で付け加えられたもので、人の口あるいは管を束ねることを表していると考えられる。
偏旁の意符としては楽器や音律・和声に関することを示す。龠部はこのような意符を構成要素にもつ漢字を収める。
現在日本における常用漢字、人名用漢字および印刷標準字体にこの部首を含む漢字は収録されていない。

## 部首の通称
- 日本：やく・ふえ・やくのふえ[1]
- 韓国：피리약부（piri yak bu、ふえの龠部）
- 英米：Radical flute

## 部首字
龠
- 中古音
  - 広韻 - 以灼切、薬韻、入声
  - 詩韻 - 薬韻、入声
  - 三十六字母 - 喩母四等
- 現代音
  - 普通話 - ピンイン：yuè 注音：ㄩㄝˋ ウェード式：yüeh
  - 広東語 - Jyutping:joek6 イェール式:yeuk6
- 日本語 - 音：ヤク（漢音） 訓：ふえ
- 朝鮮語 - 音：약(yak) 訓：피리（piri、ふえ）

甲骨文
小篆

## 例字
- 龠
- 龢（和）・龥・䶵

### 最大画数
𪛖（ ） （簫の異体字）